# الآبي
أبو سعد منصور بن الحسين الرازي يكنى الآبي (توفى 422 هـ - 1030م), وزير، من العلماء بالأدب والتاريخ, فاضل عالم فقيه شاعر نحوي لغوي جامع لأنواع الفضل, إمامي من أهل الري. نسبته إلى (آبه) من قرى ساوة. ولي أعمالا جليلة، وصحب الصاحب بن عباد، واستوزره مجد الدولة رستم بن فخر الدولة البويهي، صاحب الري.

## أصل لقبه
لقب منصور بن الحسين الرازي نسبهً إلى آبة بالباء الموحدة ويقال آوة بالواو قال ياقوت في معجم البلدان: آبة بليدة تقابل ساوة تعرف بين العامة باوبة وأهلها شيعة وأهل ساوة سنية لا تزال الحروب بين البلدين قائمة على المذهب.

## مؤلفاته
له مصنفات، منها (نثر الدرر - خ) أربع مجلدات منه [ثم طُبع]، في المحاضرات والأدب، و (نزهة الأديب) و (التاريخ) قال الثعالبي: لم يؤلف مثله. وله (تاريخ الرى).